# Tangled: Before Ever After
Tangled: Before Ever After (prt: Entrelaçados Outra Vez; bra: Enrolados Outra Vez: O Especial) é um filme original do Disney Channel. Foi protagonizado por Mandy Moore e Zachary Levi. O primeiro trailer foi emitido em 7 de outubro de 2016 no Disney Channel durante a estreia do filme The Swap, e estreou a 10 de março de 2017. 
Em Portugal, a estreia ocorreu a 29 de abril de 2017, já no Brasil, ocorreu-se em 17 de setembro de 2017.

## Sinopse
Rapunzel lida com as responsabilidades de ser uma princesa e as formas protetoras do seu pai. Ela e a sua amiga, Cassandra, embarcam numa aventura secreta, onde encontram, um poder místico que magicamente faz com que Rapunzel voltasse a ter o seu longo cabelo novamente, só que dessa vez muito mais forte que é impossível de se cortar.

## Elenco
| Personagem            | Voz Original             | Dobradores                              | Dubladores       |
| --------------------- | ------------------------ | --------------------------------------- | ---------------- |
| Rapunzel              | Mandy Moore              | Bárbara LourençoAnabela Pires (canções) | Sylvia Salustti  |
| Flynn Rider           | Zachary Levi             | Pedro CaeiroHenrique Feist (canções)    | Raphael Rossatto |
| Cassandra             | Éden Espinosa            | Adriana Moniz                           | Tarsila Amorim   |
| Rei Frederic          | Clancy Brown             | André GagoMário Redondo (canções)       | Charles Dallas   |
| Rainha Ariana         | Julie Bowen              | Vânia Gonçalves                         | Shallana Costa   |
| Pé de Gancho          | Jeff Ross                | Rui de Sá                               |                  |
| Monty                 | Richard Kind             | José Jorge Duarte                       |                  |
| Narigudo              | Jeffrey Tambor           | Mário Bomba                             |                  |
| Baixinho              | Paul F. Tompkins         | Rui de Sá                               | Guilherme Briggs |
| Capitão da Guarda     | M.C. Gainey              | Rui Paulo                               |                  |
| Pete o Guarda         | Sean Hayes               | Mário Bomba                             |                  |
| Nigel o Orientador    | Peter MacNicol           | Tiago Retrê                             |                  |
| Xavier o Blacksmith   | Adewale Akinnuoye-Agbaje |                                         |                  |
| Stan o Guarda         | Diedrich Bader           | Afonso Lagarto                          |                  |
| Vladimir              | Charles Halford          | José Nobre                              |                  |
| Átila                 | Steve Blum               | Alexandre Ferreira                      |                  |
| Lance Strongbow       | James Monroe Iglehart    | Pedro Bargado                           |                  |
| Varian                | Jeremy Jordan            | Luís Lucena                             |                  |
| Quirin, pai de Varian | Jonathan Banks           | José Nobre                              |                  |

| Créditos da dublagem | Brasil                                     |
| -------------------- | ------------------------------------------ |
| Tema de Abertura     | "E o Cabelo Voar" por Sylvia Salustti      |
| Vozes adicionais     | Fernando Mendonça                          |
| Tradução             | André Bighinzoli / Lia Mello               |
| Direção de Dublagem  | Robson Kumode (SP) / Sheila Dorfman (RJ)   |
| Diretor Criativo     | Raúl Aldana                                |
| Diretor Musical      | Nandu Valverde                             |
| Adaptação Musical    | Mariana Elisabetsky                        |
| Dublado nos Estúdios | TV Group Digital (SP) / Visom Digital (RJ) |